# Andreaeàcies
Les andreaeàcies (Andreaeaceae) són una família de molses de la classe Andreaeopsida que inclou dos gèneres, Andreaea, que conté unes 100 espècies, i Acroschisma. Les andreaeàcies prefereixen hàbitats rocosos des del climes tropicals als àrtics; sobre les roques formen colònies, típicament amb els brots de color vermellós a negrenc. Les càpsules tenen forma de llanterna de paper.
Els va donar el nom Jakob Friedrich Ehrhart en honor del seu amic J.G.R. Andreae.